# Théorème du graphe fermé
En mathématiques, le théorème du graphe fermé est un théorème d'analyse fonctionnelle qui donne une condition suffisante dans un certain cadre pour qu'une application linéaire soit continue.

## Énoncé
Théorème du graphe fermé — Si E et F sont deux espaces vectoriels topologiques complètement métrisables sur un corps valué non discret (par exemple sur le corps des réels munie de sa valeur absolue usuelle ou des complexes muni du module) :
La réciproque est élémentaire et nécessite beaucoup moins d'hypothèses : le graphe de toute application continue d'un espace topologique quelconque X dans un espace séparé Y est toujours fermé dans X×Y.
Pour comprendre le sens du théorème du graphe fermé, notons les propositions :
1. La suite (xn) d'éléments de E converge dans E vers un élément x ;
2. La suite (T(xn)) d'éléments de F converge dans F vers un élément y ;
3. L'égalité T(x) = y est satisfaite.

Pour démontrer qu'un opérateur T est continu, on doit a priori montrer que 1. implique 2. et 3. Le théorème du graphe fermé prouve qu'il suffit, si T est linéaire et si E et F vérifient les conditions énoncées, de montrer que 1. et 2. impliquent 3.
Ce théorème prouve en particulier qu'un opérateur a priori éventuellement non borné fermé qui est défini sur tout l'espace de départ est un opérateur borné.

## Démonstration
Le théorème du graphe fermé se démontre facilement à partir du théorème d'isomorphisme de Banach, qui est lui-même une conséquence immédiate du théorème de Banach-Schauder.
Soit f : E → F linéaire entre deux espaces de vectoriels métrisables et complets E et F sur un corps valué non discret K, et supposons son graphe Γf fermé. Alors E×F est un espace vectoriel métrisable et complet sur K et, comme f est linéaire, son graphe Γf est un sous-espace vectoriel métrisable de E×F, fermé par hypothèse, donc Γf est complet. Considérons les projections p1 : Γf → E et p2 : Γf → F : ce sont des applications linéaires continues, et p1 est bijective, donc p1−1 est continue par le théorème d'isomorphisme de Banach. Enfin, f = p2 ∘ p1−1 est continue.
D'autre part, on déduit du théorème du graphe fermé le théorème de Banach-Schauder (cf. l'article du même nom), ce qui montre que les énoncés de ces deux théorèmes sont équivalents sous les hypothèses considérées ici.

## Variantes dans le cas localement convexe
Nous considérons ci-dessous le cas où E et F sont des espaces vectoriels topologiques localement convexes sur le corps des réels ou des complexes. Il convient tout d'abord de donner quelques définitions.

### Définitions
- Soit {\displaystyle G} un espace topologique. Un sous-ensemble {\displaystyle S} de {\displaystyle G} est dit séquentiellement fermé si pour toute suite {\displaystyle \left(s_{n}\right)} d'éléments de {\displaystyle S} convergeant dans {\displaystyle G} vers un élément {\displaystyle s}, on a {\displaystyle s\in S}. Un sous-ensemble fermé {\displaystyle S} de {\displaystyle G} est séquentiellement fermé, mais la réciproque est inexacte, sauf si tout point de {\displaystyle S} admet un système fondamental dénombrable de voisinages dans {\displaystyle G}, par exemple si {\displaystyle G} est métrisable.
- Un espace topologique G est dit de Baire si pour toute suite {\displaystyle (F_{n})} de fermés d'intérieur vide, leur réunion est d'intérieur vide.
- Un espace localement convexe est dit convexe-Baire si pour toute suite {\displaystyle (F_{n})} de fermés convexes d'intérieur vide, leur réunion est d'intérieur vide[4]. Un espace localement convexe qui est un espace de Baire est donc un espace convexe-Baire (la réciproque étant fausse). En particulier, un espace de Fréchet est convexe-Baire.
- Un espace localement convexe est dit ultrabornologique s'il est séparé et est limite inductive d'une famille d'espaces de Banach. Un espace bornologique séparé et complet est ultrabornologique, en particulier un espace de Fréchet est ultrabornologique et un espace localement convexe séparé limite inductive d'espaces de Fréchet est ultrabornologique[5]. Un espace ultrabornologique est tonnelé.
- Un espace topologique {\displaystyle P} est dit polonais s'il est homéomorphe à un espace métrique séparable et complet. Un espace topologique {\displaystyle S} est souslinien s'il existe un espace polonais {\displaystyle P} et une application continue surjective de {\displaystyle P} sur {\displaystyle S}. Un espace souslinien est séparable. Un espace de Fréchet séparable, le dual faible d'un espace de Fréchet séparable et le dual fort d'un espace de Fréchet-Montel séparable sont sousliniens[6]. Une réunion dénombrable d'espaces localement convexes sousliniens est un espace localement convexe souslinien[4].
- Un espace topologique séparé {\displaystyle X} est dit K-analytique s'il existe un espace topologique {\displaystyle Y} qui est une intersection dénombrable d'unions dénombrables d'espaces compacts et une application continue surjective {\displaystyle f:Y\twoheadrightarrow X}[7]. Un espace topologique complètement régulier (par exemple un espace vectoriel topologique séparé) K-analytique est également dit K-souslinien[8]. Un espace souslinien est K-souslinien ; le dual faible d'un espace de Fréchet (non nécessairement séparable) est K-souslinien, et un espace de Fréchet réflexif muni de sa topologie affaiblie est K-souslinien[6]. Une réunion dénombrable d'espaces localement convexes K-sousliniens est un espace localement convexe K-souslinien[4].
- Un espace localement convexe séparé est dit K-ultrabornologique s'il est une limite inductive d'une famille d'espaces localement convexes K-sousliniens et de Baire[9].
- Un espace topologique {\displaystyle X} est dit quasi-souslinien s'il existe un espace polonais P et une application {\displaystyle T:P\rightarrow {\mathcal {P}}(X)} (où {\displaystyle {\mathcal {P}}(X)} désigne l'ensemble des parties de X) telle que (a) {\displaystyle \bigcup \left\{T\left(p\right):p\in P\right\}=X} et (b) si {\displaystyle (p_{n})} est une suite de points de P convergeant vers p dans P et {\displaystyle z_{n}\in T\left(p_{n}\right)} pour tout entier positif n, alors la suite {\displaystyle (z_{n})} admet une valeur d'adhérence dans X appartenant à {\displaystyle T(p)}. Un espace K-souslinien (et donc un espace souslinien) est quasi-souslinien. Si E est un espace de Fréchet, alors son bidual {\displaystyle E''} muni de la topologie faible {\displaystyle \sigma \left(E^{\prime \prime },E^{\prime }\right)} est quasi-souslinien (il est K-souslinien si, et seulement si {\displaystyle E^{\prime }}, muni de la topologie de Mackey (en) {\displaystyle \tau (E',E'')}, est tonnelé). Une réunion dénombrable d'espaces quasi-sousliniens est quasi-souslinien[4]. Si l'on se restreint à la classe des espaces localement convexes, la notion d'espace semi-souslinien est un peu plus faible que celle d'espace quasi-souslinien. Un espace de Fréchet (non nécessairement séparable ni réflexif), de même que son dual fort, est semi-souslinien, et une réunion dénombrable d'espaces semi-sousliniens est un espace semi-souslinien[4].
- Soit E un espace localement convexe, {\displaystyle {\mathfrak {T}}} sa topologie. On note {\displaystyle {\mathfrak {T}}^{f}} la topologie définie comme suit sur son dual {\displaystyle E^{\prime }} : un sous-espace Q de {\displaystyle E^{\prime }} est fermé dans la topologie {\displaystyle {\mathfrak {T}}^{f}} si pour tout sous-ensemble équicontinu A de {\displaystyle E^{\prime }}, {\displaystyle Q\cap A} est fermé dans A pour la topologie induite sur A par la topologie faible {\displaystyle \sigma (E',E)}. Un espace localement convexe E est dit ptakien (resp. infra-ptakien)[10] si tout sous-espace de {\displaystyle E^{\prime }}, fermé pour la topologie {\displaystyle {\mathfrak {T}}^{f}} (resp. faiblement dense et fermé pour la topologie {\displaystyle {\mathfrak {T}}^{f}}) est faiblement fermé (resp. coïncide avec {\displaystyle E^{\prime }}). Un espace ptakien est infra-ptakien, et la question de savoir s'il existe des espaces infra-ptakiens qui ne sont pas ptakiens est longtemps restée ouverte ; mais Valdivia lui a donné en 1984 une réponse affirmative[11]. Les espaces infra-ptakiens (et donc les espaces ptakiens) sont complets. Un espace de Fréchet, de même que le dual fort d'un espace de Fréchet réflexif, est ptakien. Un espace localement convexe faiblement complet est ptakien.

### Résultats
- Le résultat ci-dessous est dû à Grothendieck[12] :

Soit {\displaystyle E} un espace ultrabornologique et {\displaystyle F} une limite inductive d'une suite d'espaces de Fréchet. Si {\displaystyle f} est une application linéaire de {\displaystyle E} dans {\displaystyle F} dont le graphe est séquentiellement fermé, {\displaystyle f} est continue.
- Le résultat ci-dessous est dû à Laurent Schwartz[13] :

Soit {\displaystyle E} un espace ultrabornologique et {\displaystyle F} un espace localement convexe souslinien. Toute application linéaire {\displaystyle f} de {\displaystyle E} dans {\displaystyle F} dont le graphe est un sous-ensemble borélien de {\displaystyle E\times F} est continue. (Rappelons qu'un sous-ensemble fermé de {\displaystyle E\times F} est borélien.)
- Le résultat ci-dessous est dû à Martineau[9] :

Soit {\displaystyle E} un espace K-ultrabornologique et {\displaystyle F} un espace localement convexe K-souslinien. Toute application linéaire de {\displaystyle E} dans {\displaystyle F} dont le graphe est fermé est continue.
- Le résultat ci-dessous est dû à Vlastimil Ptak (en)[14] :

Soit {\displaystyle E} un espace tonnelé et {\displaystyle F} un espace infra-ptakien. Toute application linéaire de {\displaystyle E} dans {\displaystyle F} dont le graphe est fermé est continue.
- Le résultat ci-dessous est dû à Valdivia[4] :

Soit {\displaystyle E} un espace convexe-Baire (resp. métrisable convexe-Baire) et {\displaystyle F} un espace semi-souslinien ; toute application linéaire de {\displaystyle E} dans {\displaystyle F} dont le graphe est fermé (resp. dont le graphe est séquentiellement fermé) est continue. Soit {\displaystyle E} un espace localement convexe, métrisable et de Baire et {\displaystyle F} un espace localement convexe souslinien (resp. quasi-souslinien) ; toute application linéaire de {\displaystyle E} dans {\displaystyle F} dont le graphe est séquentiellement fermé (resp. dont le graphe est fermé) est continue.
- D'autres variantes du théorème du graphe fermé existent[15], notamment celle due à de Wilde[16].

Pour finir, mentionnons un résultat important, relatif aux espaces de Fréchet et aux espaces de Schwartz, et qui découle de ce qui précède :
Corollaire — Soit E et F des espaces localement convexes, tous deux de type (F) (autrement dit, des espaces de Fréchet) ou (DFS) (autrement dit, des espaces (DF) qui sont des espaces de Schwartz). Alors une application linéaire de E dans F est continue si, et seulement si son graphe est fermé.
En effet, si E et F sont de type (F), ils sont métrisables et complets. S'ils sont de type (DFS), E est ultrabornologique et F est souslinien.